# Hugo Collumbien
Hugo Collumbien (Gent, 2 februari 1917 - 22 december 2014) was een Belgisch ondernemer, monumentenzorger, historicus en publicist.

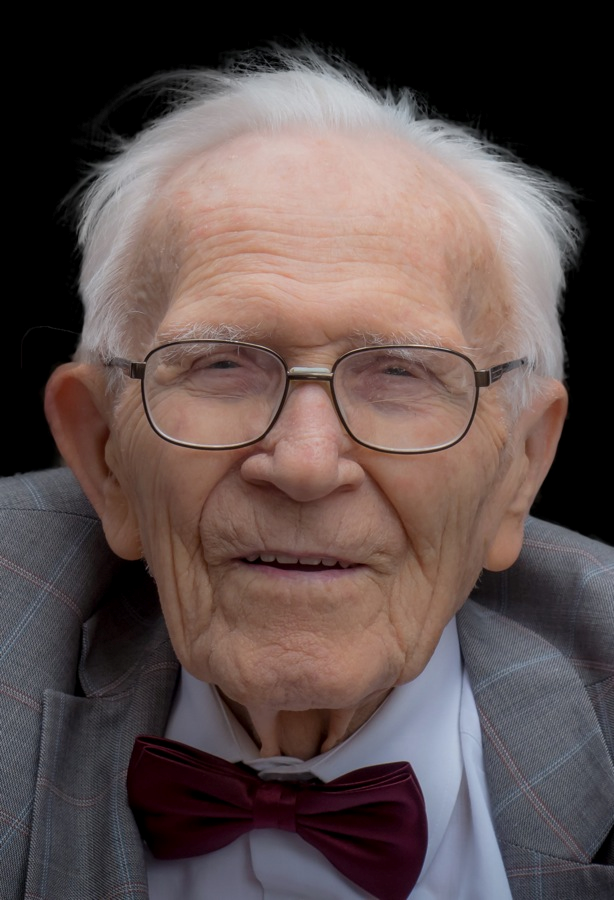
Hugo Collumbien in zijn levensavond

## Levensloop
Collumbien promoveerde in 1936 tot technisch ingenieur scheikunde aan de Rijkshogere Technische School, gehecht aan de Hogere Nijverheidsschool. Hij vervulde vervolgens zijn legerdienst.
Hij werkte vanaf 1938 in de elektrische centrale van Langerbrugge, nadien in het rubberbedrijf Bergougnan, bij Metallurgie Hoboken in Olen en in de Kortrijkse Groeningeververij van Baldewijn Steverlinck.
In 1940 nam hij deel aan de Achttiendaagse Veldtocht en bleef krijgsgevangen tot einde juni.

## Parfumeur

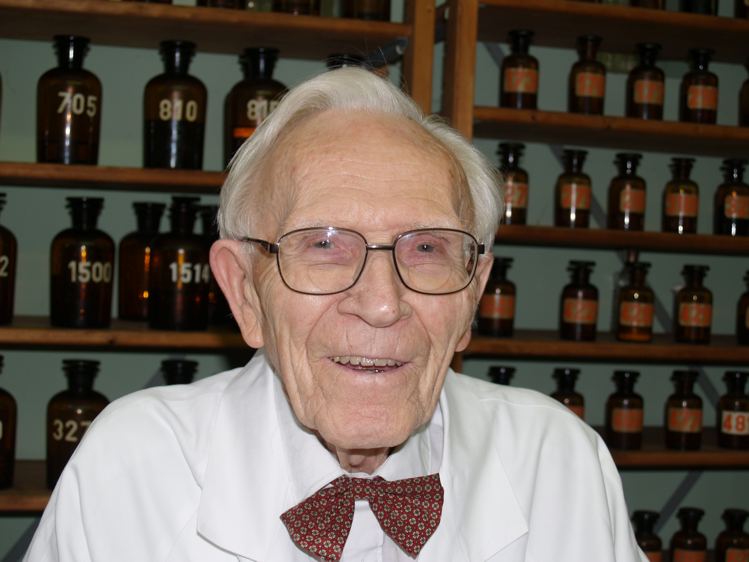
Hugo Collumbien in volle actie als parfumeur

Na een periode van werkloosheid, werd hij in 1942 aangeworven door een bedrijf in Boechout, een producent van aroma's en parfums, als grondstof gebruikt in allerhande eindproducten. De eigenaar, een Nederlander, beloofde Collumbien dat hij bij hem steenrijk zou worden. Maar dat viel tegen. Hij mocht wel, op negen jaar tijd, meer dan  duizend formules ontwikkelen maar de vruchten gingen eenzijdig naar de werkgever.
In 1956 richtte hij zijn eigen bedrijf en laboratorium op voor parfumessences en werd parfumeur-consulent. In 1967 vestigde hij zich in Sint-Amandsberg. Hij creëerde meer dan tweeduizend essences, bestemd voor de bereiding van parfums en van allerlei cosmetische producten, zoals zepen, shampoos en detergenten. Hij verkocht wereldwijd meer dan vierduizend geuren. Internationale experten noemden hem een van de top vijf niet-Franse parfumeurs.
Hij werkte hierin door tot aan zijn 92ste levensjaar.

## Monumentenzorger
Naast zijn beroepsactiviteiten was hij een gedreven monumentenzorger. Hij werd voorzitter van de Oost-Vlaamse Koninklijke Vereniging voor Natuur- en Stedeschoon.
Hij was medestichter van de heemkundige kring Gent en werd er de ondervoorzitter en vervolgens de voorzitter van. Van het tijdschrift Ghendtsche Tydinghen was hij van 1977 tot 2014 de redactiesecretaris.
In 1976 was hij medestichter van SOS Gent en het was vooral in deze kring dat hij zich ontpopte tot de strijdvaardige en competente verdediger van het bouwkundig erfgoed in Gent.
Hij legde een uitgebreide documentatie aan over alle aspecten van het Gentse erfgoed, die zich uitdrukte in een verzameling van meer dan 35.000 fiches. Toen het Gentse stadsbestuur zich niet hield aan zijn belofte een inventaris te maken van het monumentenpatrimonium, ging Collumbien vanaf 1975 op stap om samen met architect Roger Warie die inventaris realiseren. Toen later door de afdeling monumenten en landschappen van het ministerie van Cultuur in de reeks 'Bouwen door de eeuwen heen' de inventaris voor Gent werd gepubliceerd, getuigde minister Rika De Backer dat het pionierswerk van Collumbien aan de basis ervan lag. Hij werd in die tijd ook lid van de provinciale adviescommissie voor monumenten en landschappen voor Oost-Vlaanderen.
De activiteiten van Collumbien als monumentenzorger kwamen vooral tot uiting in het informatieblad SOS Gent, waarin hij honderden standpunten innam, monumenten en stadsgezichten onder de aandacht bracht, verwaarlozing en slopingen aan de kaak stelde, goede ingrepen loofde en ongepaste scherp veroordeelde, talrijke voorstellen voor restauratie en hergebruik deed, enz. Hierbij kwam hij vaak in botsing met het stadsbestuur, dat naar zijn overtuiging niet de juiste beslissingen nam en niet over de gepaste mensen en middelen beschikte om het bouwkundig erfgoed te vrijwaren. Zijn reputatie van strenge maar competente en gevreesde toeziener werd aanzienlijk.
Collumbien was getrouwd met Rosa Verhoeven en ze kregen drie kinderen.

## Publicaties
- Nieuws uit Oost-Vlaanderen, kroniek gedurende vele jaren gehouden in het tijdschrift Natuur en Stedeschoon.
- Talrijke bijdragen in Ghendtsche Tydinghen.
- Honderden artikels in het Informatieblad SOS Gent.
- 973 Ghendtsche Chronycken: praatjes over historische personen, plaatsen en gebeurtenissen in Gent, waarbij een verjaardag telkens de aanleiding vormde. De historische praatjes van Hugo Collumbien werden wekelijks (op woensdag) uitgezonden op Radio 2 Oost-Vlaanderen, van 2 oktober 1972 tot 2 oktober 2000.

## Archief
Het archief en de documentatie van de historicus Hugo Collumbien werd in 2015 aan het Stadsarchief Gent geschonken (inv. PA 107).